# Guerreros de Morelia
Los Guerreros de Morelia fue un equipo que participó en la Liga Nacional de Baloncesto Profesional con sede en Morelia, Michoacán, México.